# CLX
CLX (siglas de Common Lisp/X) es una biblioteca desarrollada por Robert W. Scheifler en el MIT que ofrece llamadas de bajo nivel a X11. Podemos decir que es el equivalente a la biblioteca Xlib pero en Common Lisp. Encima de CLX se puede usar otras bibliotecas de mayor nivel como McCLIM, que es el estándar de facto, u otras alternativas como Garnet, CLUE and CLIO.
El paquete CLX original está en el directorio contrib del repositorio del X Consortium, pero está bastante desfasado y varias implementaciones de Lisp han portado CLX para sus sistemas, corrigiendo errores y, en algunos casos, añadiendo funcionalidades.